# スマ放題
スマ放題(スマほうだい)とは、ソフトバンクがSoftBankブランドの移動体通信サービス向けに提供する携帯電話の料金プラン。旧ソフトバンクモバイル時代の2014年6月7日発表。2014年7月1日より提供を開始した。ディズニー・モバイル・オン・ソフトバンクでも「スマ放題(D)」の名称で、同等の内容(若干の相違点あり)で提供されているので、本項で併せて説明する。
2019年9月12日をもって新規受付を終了している。

## 概要
0180や0570などから始まる特番や一部対象外とされた通話先との通話を除く、全ての国内音声回線あての通話が完全無料となる音声通話定額プラン。
- 契約期間は2年(契約更新月以外の解約は解約手数料の対象)/定めなし(月額使用料は高めの設定)を選択できる。
- 基本使用料は端末の種類により異なっている。
また、2015年9月25日(既存のSoftBank契約者については同年10月5日)からは、1回の無料通話時間に制限(5分)のある「スマ放題ライト」[2]も提供されている。

他社のプランで、同等のプランは、
- NTTドコモが2014年6月1日以降提供している、「カケホーダイ＆パケあえる」
- KDDI/沖縄セルラー電話が2014年8月13日以降提供している、「カケホとデジラ」

が相当する。

### スマ放題の種類
スマ放題
1回の無料通話時間の制限がない。
スマ放題ライト
SoftBank 4Gスマートフォンと4G携帯を対象にしたプラン。1回の無料通話時間に制限(5分)がある。また、データ定額パックを付加する場合、標準(5)以上のパックに限定される。
※以上のプランについては、個人契約・法人契約が可能である。
スマ放題(D)
ディズニー・モバイル向けスマ放題である。
「スマ放題ライト」相当のプランは、スマ放題ライト導入時点で、ディズニー・モバイルの契約自体が新規加入受付を停止された状態もあり、設定されていない。

## 料金
スマ放題の月額基本料金(個人契約)は、以下の構成となっている。
| 「通話し放題プラン(またはタブレットプラン)」 ＋ 「S!ベーシックパック(またはウェブ基本使用料)」 ＋ 「データ定額パック」 |

### 月額基本料金
| プラン名              | プラン名   | 通話し放題プラン                                                              | 通話し放題プラン                                                              | 通話し放題プラン                                                              | タブレットプラン                                                              |
| 端末種別              | 端末種別   | 携帯電話(3G)                                                                  | スマートフォン                                                                | スマートフォン (ライト)                                                       | タブレット                                                                    |
| 月額基本料 (契約期間) | 2年契約    | 2,200円                                                                       | 2,700円                                                                       | 1,700円                                                                       | 1,700円                                                                       |
| 月額基本料 (契約期間) | 定めなし   | 3,700円                                                                       | 4,200円                                                                       | 3,200円                                                                       | 3,200円                                                                       |
| 契約対象者            | 契約対象者 | 個・法・デ                                                                    | 個・法・デ                                                                    | 個・法                                                                        | 個・法                                                                        |
| 備考                  | 備考       | 個‥‥個人契約 法‥‥法人契約 デ‥‥ディズニー・モバイル・オン・ソフトバンク契約(D) | 個‥‥個人契約 法‥‥法人契約 デ‥‥ディズニー・モバイル・オン・ソフトバンク契約(D) | 個‥‥個人契約 法‥‥法人契約 デ‥‥ディズニー・モバイル・オン・ソフトバンク契約(D) | 個‥‥個人契約 法‥‥法人契約 デ‥‥ディズニー・モバイル・オン・ソフトバンク契約(D) |

#### 国内通話料
下記の例外を除き、
- 「スマ放題」は無料。
- 「スマ放題ライト」は1通話あたり5分まで無料
(超過分は30秒20円の従量課金)。

| 有料となる通話先(通話先により通常の国内通話料金と異なることがある) |
| --- |
| ソフトバンク衛星電話サービス 他社が料金設定している番号(0180・0570などの特番)への通話料 番号案内(104) 国際転送電話サービス(通話開始後、接続先の海外番号をあらためて入力するもの等) ソフトバンクが指定する電話番号への通話[4] |

#### 国際通話料
利用する通信事業者の定めた料金。サービス利用方法や課金等の詳細は、通信事業者に確認されたい。

なお、ソフトバンクにおいても国際電話サービスを提供している。
- アメリカ合衆国においては、「アメリカ放題[5]」により、端末や利用通信事業者・通話先などの限定はあるが、通話料無料が適用される場合がある(要・申込み)。

#### SMS送受信料
- 受信は、発信元が日本国内外問わず無料。
- 送信は
  - 日本国内宛は
    - 他の通信事業者宛は1通3円。
    - 自社(SoftBank,ワイモバイル,ディズニー・モバイル・オン・ソフトバンク)宛は
      - 「スマ放題」の場合は一部の例外[6]を除き無料。
      - 「スマ放題ライト」の場合は1通3円。

  - 海外宛は[7]は1通100円。ただしiPhoneで70文字を超えるメッセージを送信した場合、文字数に応じて2通分以上課金される[8]。

### オプション料金
- S!ベーシックパック(またはウェブ基本使用料) 300円/月

パケット通信(ウェブやS!メール(MMS)など)を利用するための有料オプションである。
スマートフォン及びタブレットでは必須オプションとなる。
S!メール(MMS)では電話番号、キャリアメールアドレス（@softbank.ne.jp,@*.vodafone.ne.jp）が利用可能である。
```
ディズニー・モバイル向けの名称は「Disneyベーシックパック」で、キャリアメールアドレスは「@disney.ne.jp」となる。
```

#### 国内パケット料金
- データ定額パック等に未加入の場合は、従量制課金となる。

|                      | パケット単価一覧 |                    |
| 契約種別             | SoftBank 3G      | SoftBank 4G/4G LTE |
| 1pktあたりの単価(円) | 0.08             | 0.075              |

#### 海外パケット料金
- 海外パケットし放題

本料金プランについての提携をしている海外の通信事業者のネットワークで、パケット通信サービスを上限制料金(約990KBまでは従量制・以降は2段階の定額料金で請求上限は2,980円/1日)で利用できるサービスである。
- 課金は1日単位(日本時間を基準とした0時から23時59分59秒まで)となる。
- 申込みは不要。
- 一部、定額対象外となるパケット通信サービス(アクセスインターネットなど)がある。

海外パケットし放題が適用されない海外の通信事業者での利用については従量制となる。
詳細は公式ホームページで確認されたい。

### パケット料金の定額パック
定額料を支払うことにより、パケット通信(国内)が定額で利用できる。

高速データ通信容量の定めがある場合、容量を超過すると低速化する。低速化解除は有料。

#### データ定額パック
- 個人契約向け

下記「設定一覧表」のとおり。端末の種類や契約によっては選択できないものもある。
なお、「データ定額パック」に未加入の場合はパケット単位の従量制課金となる。国内パケット料金を参照。
- 法人契約向け

法人向けには「法人データシェア専用パック」が設定されている。
単回線の場合は、データ定額パックの選択が可能である。
ただし、3G端末についても「小容量」「中容量」「大容量(4種類)」の中から選択することになる(個人向けと異なり使い放題ではない)。
- ディズニー・モバイル向け

プラン名・料金は「データ定額パック設定一覧」のとおり。
※対象パックの名称末尾には「(D)」と記載されている。
スマートフォンについては3G・4Gとも「小容量」「中容量」「大容量(4種類)」の中から選択することになる。
3Gケータイについては使い放題となる。
| データ定額パック設定一覧表 | データ定額パック設定一覧表 | データ定額パック設定一覧表 | データ定額パック設定一覧表 | データ定額パック設定一覧表 | データ定額パック設定一覧表 | データ定額パック設定一覧表 | データ定額パック設定一覧表 | データ定額パック設定一覧表 | データ定額パック設定一覧表 |
| -------------------------- | --- | --- | --- | --- | --- | --- | --- | --- | --- |
|                            | SoftBank 4G/4G LTE | SoftBank 4G/4G LTE | SoftBank 4G/4G LTE | SoftBank 4G/4G LTE | SoftBank 4G/4G LTE | SoftBank 4G/4G LTE | 3G/4G | SofBank 3G | SofBank 3G |
| 種類                       | 小 容 量 (2) | 標準 (5) | 大 容 量 (10) | 大 容 量 (15) | 大 容 量 (20) | 大 容 量 (30) | シンプル スマホ | 3G スマホ | 3G ケータイ |
| 高速データ 通信容量        | 2GB | 5GB | 10GB | 15GB | 20GB | 30GB | 200MB | 使い放題 | 使い放題 |
| 月額使用料(円)             | 3,500 | 5,000 | 9,500 | 12,500 | 16,000 | 22,500 | 2,000 | 4,200 | 3,500 |
| ライト                     | 選択不可 | 選択可 | 選択可 | 選択可 | 選択可 | 選択可 | 選択可 | 対象外 | 対象外 |
| 個人向け                   | 選択可 | 選択可 | 選択可 | 選択可 | 選択可 | 選択可 | 選択可 | ● | 選択可 |
| 法人向け                   | 選択可(3Gスマートフォンを含む) | 選択可(3Gスマートフォンを含む) | 選択可(3Gスマートフォンを含む) | 選択可(3Gスマートフォンを含む) | 選択可(3Gスマートフォンを含む) | 選択可(3Gスマートフォンを含む) | 選択可 | ◆ | 設定なし |
| ディズニー モバイル向け    | 選択可(3Gスマートフォンを含む) | 選択可(3Gスマートフォンを含む) | 選択可(3Gスマートフォンを含む) | 選択可(3Gスマートフォンを含む) | 選択可(3Gスマートフォンを含む) | 選択可(3Gスマートフォンを含む) | 設定なし | ◆ | 選択可 |
| 備考                       | ● 3G対応のiPhone/スマートフォン契約者(2014年6月30日以前の契約)に限り、プラン変更で加入可能。 ◆ 通信容量及び料金は「4G/4G LTE」と同様の取り扱いとなる(使い放題ではない)。 | ● 3G対応のiPhone/スマートフォン契約者(2014年6月30日以前の契約)に限り、プラン変更で加入可能。 ◆ 通信容量及び料金は「4G/4G LTE」と同様の取り扱いとなる(使い放題ではない)。 | ● 3G対応のiPhone/スマートフォン契約者(2014年6月30日以前の契約)に限り、プラン変更で加入可能。 ◆ 通信容量及び料金は「4G/4G LTE」と同様の取り扱いとなる(使い放題ではない)。 | ● 3G対応のiPhone/スマートフォン契約者(2014年6月30日以前の契約)に限り、プラン変更で加入可能。 ◆ 通信容量及び料金は「4G/4G LTE」と同様の取り扱いとなる(使い放題ではない)。 | ● 3G対応のiPhone/スマートフォン契約者(2014年6月30日以前の契約)に限り、プラン変更で加入可能。 ◆ 通信容量及び料金は「4G/4G LTE」と同様の取り扱いとなる(使い放題ではない)。 | ● 3G対応のiPhone/スマートフォン契約者(2014年6月30日以前の契約)に限り、プラン変更で加入可能。 ◆ 通信容量及び料金は「4G/4G LTE」と同様の取り扱いとなる(使い放題ではない)。 | ● 3G対応のiPhone/スマートフォン契約者(2014年6月30日以前の契約)に限り、プラン変更で加入可能。 ◆ 通信容量及び料金は「4G/4G LTE」と同様の取り扱いとなる(使い放題ではない)。 | ● 3G対応のiPhone/スマートフォン契約者(2014年6月30日以前の契約)に限り、プラン変更で加入可能。 ◆ 通信容量及び料金は「4G/4G LTE」と同様の取り扱いとなる(使い放題ではない)。 | ● 3G対応のiPhone/スマートフォン契約者(2014年6月30日以前の契約)に限り、プラン変更で加入可能。 ◆ 通信容量及び料金は「4G/4G LTE」と同様の取り扱いとなる(使い放題ではない)。 |
- 3日間1GB規制

SoftBank 3G契約のデータ定額パックは、いわゆる3日間1GB(大容量(15)(20)(30)は2GBに読み替えられたい)規制がある。
直近3日間のパケット通信量が1GBを超えると、直近3日間の通信量累計が1GBを下回るまで通信速度低速化の対象となり、予告なく通信速度が低速化することがある。
また、実際に低速化しても契約者からの手続による低速化解除はできない。
本規制による通信速度の制限についての案内では、「通信速度の制御を実施する場合があります」との記載があるので、低速化が行われない可能性があると解釈することも可能ではあるが、3日間の通信量が低速化の基準に達した後、どのような場合に実際の低速化を行い、あるいは行われない場合もあるかについての公式の記載はない。
```
3日間1GB規制が適用される料金プランで通信速度が低速化した場合、低速化の理由を確認する必要がある。
My SoftBank内「データ通信量の管理」で確認可能である。その際は先に「過去3日間の通信量」を確認すること。
※端末によっては、データ通信量の表示機能を備えている場合もあるが、あくまで目安にすぎない。

 

3日間の通信量累計が1GB以下であれば、本規制はかかっていないので、「料金月内の通信量累計」を確認の上で、必要なときは
低速化解除の手続(有料)
を行えばよい。
```

#### 法人データシェア専用パック
- 法人契約向け

代表回線で「法人データシェア専用パック」(10～3000まで18種類)。子回線で「法人データシェア」を回線数分契約することになる。

## 各種割引サービス
割引サービスについては、併用可能なものとできないものがある。

### 家族おトク割
契約したデータ定額パック(5GB以上のパック)に応じて定められた金額が、請求額から割引される。
割引期間は2年間。
以下の条件を満たすと自動適用される。
- 家族で2回線以上(10回線まで)の「スマ放題」「スマ放題ライト」の契約(契約容量等は問わない)。
  - スマ放題ライトについては、データ定額パックの契約容量が5GB以上であることを要する。
- 同一家族グループ内での「データ定額パック」の契約容量の合計が10GB以上。
  - キャンペーン等による容量増量分はカウントしない。
  - 3Gスマホおよび3Gケータイ向けのデータ定額パックは、契約容量2GBとして計算する。
  - シンプルスマホ向けのデータ定額パックは、契約容量には算入しない。
- 過去に本割引の適用を受けていないことを要する。

### 併用可能サービス
- 新スーパーボーナス

新スーパーボーナス用販売価格にて端末を購入(支払方法は一括または分割)する場合、月月割が適用される。
ただし、データ定額パックへの加入が必須となる。
なお、ホワイトプランと異なり、基本使用料も月月割の割引計算対象になっている。
- 家族割引

但し、ホワイトプラン加入回線への基本使用料割引はなく、家族通話割引のみの適用（割引率100%、「ホワイト家族24」）。
- S!ベーシックパック

パケット通信(ウェブやS!メール(MMS))を利用する際の必須オプションである。月額300円。
- あんしん保証パック
- 基本オプションパック
- ハートフレンド割引
- データ定額パック
- データくりこし
- 家族おトク割
- 家族データシェア
- 長期継続ボーナス
- U25ボーナス

## 一時公表された「スマ放題」
ソフトバンクモバイルは、2014年（平成26年）4月1日に、上記とは別の「スマ放題」を4月21日から提供すると発表していた。
その当時のサービス内容は下記の通り。
Sパック（5,980円）
- ソフトバンク以外への国内音声通話：5分以内・50回まで無料、超過分は30秒あたり20円
- 国内パケット通信：2GBまで無料、超過分は100MBあたり250円

Mパック（6,980円）
- ソフトバンク以外への国内音声通話：10分以内・1000回まで無料、超過分は30秒あたり20円
- 国内パケット通信：7GBまで無料、超過分は100MBあたり125円

Lパック（9,980円）
- ソフトバンク以外への国内音声通話：10分以内・1000回まで無料、超過分は30秒あたり20円
- 国内パケット通信：15GBまで無料、超過分は100MBあたり100円

共通
- 別途、基本使用料980円が必要
- ソフトバンク内の国内音声通話：家族間は24時間、それ以外は1 - 21時の間無料

しかしNTTドコモが、スマートフォン向け月額2,700円・フィーチャーフォン向け月額2,200円で、24時間国内通話音声通話定額制の新料金プラン「カケホーダイ&パケあえる」を4月10日に発表したことにより、4月18日に競争環境の変化を理由に「スマ放題」の提供を延期した。